# Pelorocephalus

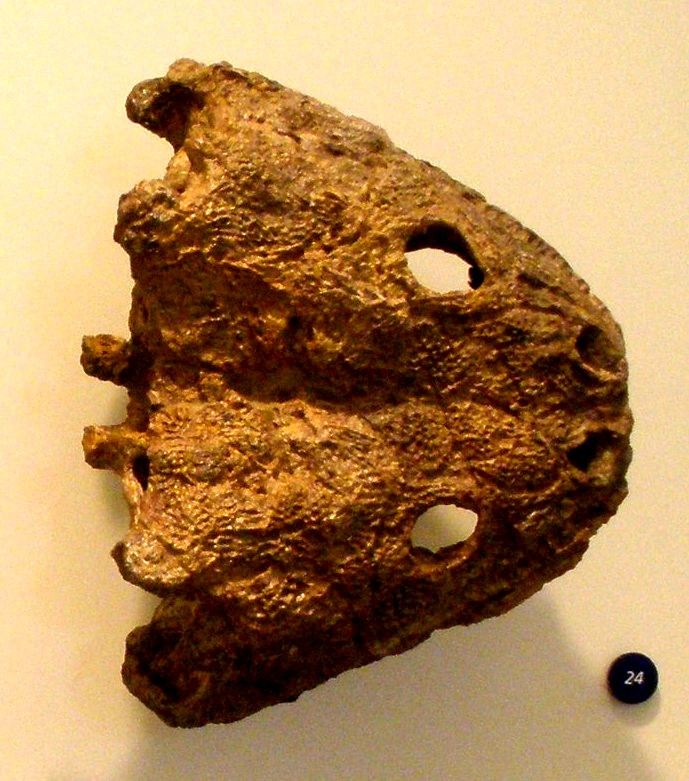
Cráneo de Pelorocephalus tunuyaensis

Pelorocephalus es un género extinto de temnospóndilo que vivió a finales del período Triásico en lo que hoy es Mendoza, Argentina. Presentaba un cráneo ancho y de contorno parabólico.Medía aproximadamente 110 cm.